# Терехи (Кировская область)
Терехи — деревня в Кикнурском районе Кировской области.

## География
Находится на расстоянии примерно 23 км по прямой на север от райцентра поселка  Кикнур.

## История
Известна с 1873 года как починок Терехин, где было учтено дворов 5 и жителей 29, в 1905 (Терехин или Шмельки) 8 и 68, в 1926 (Шмельки или Терехи) 12 и 56, в 1950 6 и 27, в 1989 году оставалось 13 человек. Нынешнее название закрепилось с 1950 года. В период 2006-2014 годов входила в Кокшагское сельское поселение. С 2014 по январь 2020 года входила в Кикнурское сельское поселение до его упразднения. 

## Население
Постоянное население  составляло 5 человек (русские 100%) в 2002 году, 3 в 2010.